# Dashrath Manjhi

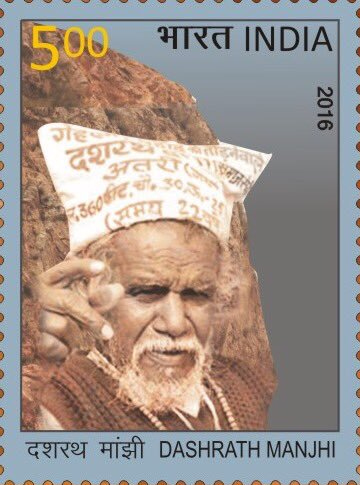
Selo postal indiano comemorativo a Dashrath Manjhi (2016)

Dashrath Manjhi (1934 – 17 de agosto de 2007), também conhecido como "Homem da Montanha", era um pobre aldeião da vila de Gehlaur, próximo de Gaya, em Bihar, Índia, que ao longo de 22 anos construiu um caminho na rocha, de 110 metros de comprimento por 10 metros de largura e 6 metros de profundidade, utilizando-se apenas de martelo e cinzel.
Com isto, Dashrath estreitou o caminho entre Atri e Wazirganj de 55km a 15km. Sua esposa faleceu indo da aldeia ao hospital nos anos 1960 e o indiano fez esta façanha para que ninguém mais precisasse passar por isto.